# Падук (древесина)
Падук — древесина деревьев рода Птерокарпус.

## Другие названия
Мукуа, нарра, птерокарпус, бирманское красное дерево.

## Происхождение
Древесина падука получается от нескольких видов рода Птерокарпус. Все виды этой породы дерева происходят из Африки или Азии, ареалом деревьев вида Pterocarpus soyauxii является Западная Африка, особенно Нигерия, Камерун и Демократическая Республика Конго. Произрастает во влажных тропических лесах в виде деревьев от 20 до 40 метров в высоту, цилиндрические стволы которых имеют контрфорсы. Кора серовато-коричневая слегка рассечённая, отслаивается полосами, при повреждении выделяется содержащий латекс сок. Является кормовым растением для личинок жуков-усачей Anoeme gahani.
Чаще всего встречающийся на рынке вид падука это африканский падук (Pterocarpus soyauxii), древесина которого, ярко-красная на свежем срезе, находясь на солнце, со временем темнеет в тёплый коричневый. Из-за этого цвета она пользуется популярностью у мастеров по дереву. Также используются бирманский (Pterocarpus macrocarpus) и андаманский падук (Pterocarpus dalbergioides).

## Свойства
Заболонь падука шириной 5-10 см, белая или бежевого цвета, темнеет на воздухе. Ядровая древесина на свежем срезе имеет яркую окраску от коралловой до красно-коричневой, иногда с более тёмными прожилками. Быстро темнеет и становится коричневой. Годичные кольца различимы слабо, поры крупные, редкие, паренхима видна невооружённым глазом.
Сушка не вызывает сложностей, почти не коробится, после сушки очень стабилен. Легко обрабатывается любым инструментом, но строгание свилеватых кусков может быть проблематичным. Не подходит для изготовления гнутых деталей.
Поверхность можно лакировать. При обработке поверхности следует избегать спиртосодержащих жидкостей, так как естественные красители этой древесины растворимы спиртом.
Эта древесина очень долговечна и устойчива против насекомых, грибов и погодных воздействий. При хранении, однако, её надо защищать от попадания воды, так как последняя вызывает потёки. Шпон из падука следует хранить в тёмном месте для сохранения яркого цвета. Не рекомендуется применять эту древесину в сильно освещённых местах.
Падук иногда путают с палисандрами, которым эти деревья родственны, но в общем древесина падуков более пористая и не такая декоративная.

## Применение
Все падуки ценятся за их прочную, устойчивую и декоративную, обычно красную, древесину. В древесине многих видов Pterocarpus содержатся растворимые в воде или спирте вещества, которые могут использоваться как красители.
Падук активно используется в кораблестроении, мебельном производстве, изготовлении шпона, музыкальных инструментов, подводных ружей, массивной доски, штучного паркета, предметов для оформления интерьера, рукояток ножей, резных и токарных изделий, вставок. Материал более низкого качества используют при оформлении вагонов.
Также падук используют мастера для изготовления бильярдных киев.